# André Duarte
André Lourenço Duarte (Sacavém, 12 settembre 1997) è un calciatore portoghese, difensore dell'Újpest.

## Carriera
Cresciuto nel settore giovanile del Sacavenense, debutta in prima squadra il 9 aprile 2017, in occasione dell'incontro del Campeonato de Portugal pareggiato per 1-1 contro il Louletano.
Negli anni successivi continua a giocare in terza divisione con varie squadre, ad eccezione di una breve parentesi di tre mesi all'Estoril Praia in seconda divisione, dove tuttavia non viene mai impiegato.
Il 24 giugno 2022, Duarte viene acquistato dall'FCU Craiova, squadra della massima serie romena, con cui firma un contratto biennale.
Il 19 luglio 2023, viene ufficializzato il suo ingaggio a parametro zero da parte della Reggiana, neo-promossa in Serie B, con cui firma un contratto biennale, con opzione per un'ulteriore annata.
Tuttavia, dopo non avere disputato alcuna partita con i granata, il 30 agosto 2023 viene ceduto in prestito all'Osijek. Il 1º febbraio 2024 viene riscattato dalla società croata
con cui sottoscrive un contratto fino al 30 giugno 2026.
Il 15 agosto 2024 viene ceduto agli ungheresi dell'Újpest.

## Statistiche

### Presenze e reti nei club
Statistiche aggiornate all'11 febbraio 2023.
| Stagione               | Squadra                | Campionato             | Campionato | Campionato | Coppe nazionali | Coppe nazionali | Coppe nazionali | Coppe continentali | Coppe continentali | Coppe continentali | Altre coppe | Altre coppe | Altre coppe | Totale | Totale |
| Stagione               | Squadra                | Comp                   | Pres       | Reti       | Comp            | Pres            | Reti            | Comp               | Pres               | Reti               | Comp        | Pres        | Reti        | Pres   | Reti   |
| ---------------------- | ---------------------- | ---------------------- | ---------- | ---------- | --------------- | --------------- | --------------- | ------------------ | ------------------ | ------------------ | ----------- | ----------- | ----------- | ------ | ------ |
| 2016-2017              | Sacavenense            | CdP                    | 3          | 0          | CP              | 0               | 0               |                    | -                  | -                  |             | -           | -           | 3      | 0      |
| 2017-2018              | Sacavenense            | CdP                    | 22         | 0          | CP              | 0               | 0               |                    | -                  | -                  |             | -           | -           | 22     | 0      |
| Totale Sacavenense     | Totale Sacavenense     | Totale Sacavenense     | 25         | 0          |                 | 0               | 0               |                    | -                  | -                  |             | -           | -           | 25     | 0      |
| ago.-nov. 2018         | Estoril Praia          | LdH                    | 0          | 0          | CP+CdL          | 0               | 0               |                    | -                  | -                  |             | -           | -           | 0      | 0      |
| nov. 2018-2019         | Alverca                | CdP                    | 18         | 0          | CP              | 0               | 0               |                    | -                  | -                  |             | -           | -           | 18     | 0      |
| 2019-2020              | Alverca                | CdP                    | 12         | 1          | CP              | 3               | 0               |                    | -                  | -                  |             | -           | -           | 15     | 1      |
| Totale Alverca         | Totale Alverca         | Totale Alverca         | 30         | 1          |                 | 3               | 0               |                    | -                  | -                  |             | -           | -           | 33     | 1      |
| 2020-gen. 2021         | Praiense               | CdP                    | 10         | 0          | CP              | 0               | 0               |                    | -                  | -                  |             | -           | -           | 10     | 0      |
| gen.-giu. 2021         | Estrela Amadora        | CdP                    | 15         | 0          | CP              | -               | -               |                    | -                  | -                  |             | -           | -           | 15     | 0      |
| 2021-2022              | Estrela Amadora        | LdH                    | 26         | 2          | CP+CdL          | 3+1             | 0               |                    | -                  | -                  |             | -           | -           | 30     | 2      |
| Totale Estrela Amadora | Totale Estrela Amadora | Totale Estrela Amadora | 41         | 2          |                 | 4               | 0               |                    | -                  | -                  |             | -           | -           | 45     | 2      |
| 2022-2023              | FCU Craiova            | L1                     | 25         | 0          | CR              | 3               | 0               |                    | -                  | -                  |             | -           | -           | 28     | 0      |
| Totale carriera        | Totale carriera        | Totale carriera        | 131        | 3          |                 | 10              | 0               |                    | -                  | -                  |             | -           | -           | 141    | 3      |